# Az Olsen-banda – Előkelő körökben
Az Olsen-banda – Előkelő körökben (eredeti cím: Olsen-banden på de bonede gulve) 2010-ben bemutatott dán animációs film, amelynek a rendezője Jørgen Lerdam, producerei Thomas Heinesen és Tomas Radoor, a zeneszerzője Henrik Lindstrand és Bent Fabricius-Bjerre, az írói Nikolaj Peyk és Erik Balling. A film a Nordisk Film forgalmazásában jelent meg. Műfaját tekintve filmvígjáték és bűnügyi film. 
Dániában 2010. október 14-én mutatták be.

## Ismertető
Az Olsen-bandát maga a miniszterelnök bízza meg azzal, hogy lopják el Hans Christian Andersen eredeti pennáját a Dán Export Múzeumból. Igen ám, de kiderül, hogy valójában a banda ősi ellenségének, Hallandsennek kell a toll, mivel odaígérte azt Kínának, így mire hőseink észbe kapnak, nem csupán 30 millió korona, de saját, mi több, az egész ország becsülete lesz a tét. Egonnak van is egy ötlete, hogy tisztázhatnák a helyzetet: ehhez nem kell más, csak egy csupor méz, egy nagy adag szilvalé és néhány döglött patkány.

## Szereplők
| Szereplő              | Színész            | Magyar hang            |
| --------------------- | ------------------ | ---------------------- |
| Egon Olsen            | Martin Buch        | Háda János             |
| Benny Frandsen        | Nicolaj Kopernikus | Sinkovits-Vitay András |
| Yvonne Jensen         | Annette Heick      | Kiss Erika             |
| Kjeld Jensen          | Esben Pretzmann    | Koroknay Géza          |
| Felügyelő             | TBA                | Szersén Gyula          |
| További magyar hangok |                    |                        |
| Szokolay Ottó         |                    |                        |